# 明石・タコ検定
明石・タコ検定（あかし・タコけんてい）とは、兵庫県明石市で開催されてきた明石ダコを中心としたご当地検定。

## 概要
明石・タコ検定委員会及び明石・中心市街地まちづくり推進会議が主催、明石市・ 明石市商店街連合会・明石観光協会・神戸学院大学・神戸新聞社・明石魚の棚東商店街振興組合・明石魚の棚西商店街振興組合・明石浦漁業協同組合・兵庫県立農林水産技術総合センター・神戸市立須磨海浜水族園が後援のご当地検定である。2006年3月5日に第一回検定が開始されたが、受験者減少などの理由から2012年以降は実施されていない。

## 内容
- 試験目的：海の幸ブランド、明石ダコを中心とした明石のおさかなに関する生態・産業・食文化・歴史などを認識する
- 受験資格：制限なし（ただし、指定する試験会場で受験可能な者）
- 受験料：3,000円
- 受験定員：300名
- 出題内容：明石のおさかなに関する生態・産業・食文化・歴史など他分野にわたった問題
- 回答方式：マークシート方式よる四択問題（100問）
- 合格点：80点以上
- 合格発表：明石・タコ検定のホームページ上、明石商工会議所、アスピア明石
- 試験会場：明石商工会議所、明石市生涯学習センター、明石市立錦城中学校、明石市立産業交流センター